# Пасхальная хроника
Пасха́льная хро́ника — анонимная византийская хроника, охватывающая всемирную историю от сотворения мира до правления императора Ираклия. Общепринятое название хроники дано Дюканжем по пасхальным таблицам, изображённым на оборотной стороне двух листов рукописи. Наряду с этим, существуют и другие названия хроники. Хроника сохранилась в единственной рукописи XI века и обрывается на описании восшествия на престол шаха Кавада (8 апреля 628 года). Об авторе хроники не известно практически ничего. Можно предположить, что он был духовным лицом и состоял в свите патриарха Сергия I. Помимо общеисторической задачи — представления процесса всемирной истории в рамках библейской хронологии, автор хроники ставил перед собой задачу по созданию руководства для единообразного исчисления пасхалий.
В качестве исходного пункта для определения пасхального цикла хронист избрал 21 марта 5507 года, что является первым известным примером использования византийской эры. Изложение событий, основанное на библейских событиях и компиляции из большого количества источников, построено по строго хронологическому принципу. Хроника ценна тем, что её автору были доступны многие исторические труды, которые либо не дошли до нашего времени, либо сохранились в чрезвычайно не полном виде. Для древнейшего периода основным источником служил труд христианского историка Секста Юлия Африкана. Для исчисления пасхалий автор пользовался сочинениями Евсевия Кесарийского. Среди других источников — полная версия «Хронографии» Иоанна Малалы, консульские фасты при описаний событий времён Римской республики, жития святых, «Христианская топография» Козьмы Индикоплова и многие другие.
Особый интерес представляет изложение событий, относящихся к восстанию Ника; оно изображено с массой подробностей, и на фоне необычайно бедного, нередко состоящего лишь из консульских фаст изложения эпохи Юстиниана это особенно бросается в глаза. начиная со второго для восстания (14 января) изложение становится таким подробным и насыщенным фактическим материалом, как ни одно другое сочинение, касающееся восстания. Джон Бьюри высказал мнение, что эти подробности были взяты из не дошедшей до нас полной версии «Хронографии» Малалы, однако эта точка зрения вызывает возражения.
Из событий VI века такого же внимания удостоился только Эдикт об истинной вере Юстиниана, приведённый целиком. В остальном, события до конца правления Маврикия состоят практически из консульских фаст. Только последняя часть, охватывающая конец царствования Маврикия, правление Фоки и описание первых 17 лет царствования Ираклия производят впечатление написанных современником событий.
Длительное время «Пасхальная хроника» оценивалась довольно низко, как с научной, так и с литературной точек зрения. Карл Крумбахер полагал, что популярностью хроника, равно как и труд Малалы, была обязана тем, что удовлетворяла потребность простых византийцев в исторической информации. Однако в последнее время, в связи с возрастанием в научной литературе интереса к проблеме исторического времени, произошла переоценка византийской хронографии в целом и «Пасхальной хроники» в частности.
Издан русский перевод первой части «Пасхальной хроники».

## Издания
- Chronicon Paschale / Ed. L. Dindorfius. — Bonn, 1832. — Bd. 1—2.
- Chronicon Paschale 284–628 AD / Translated with introduction and notes by Michael Whitby and Mary Whitby. — 2nd imp. — Liverpool University Press, 2007. — Vol. 7. — 239 p. — (Translated Texts for Historians). — ISBN 978-0-85323-096 0.
- Пасхальная хроника / Пер. с греч., вступ. ст., коммент. Л. А. Самуткиной.. — Византийская библиотека. Источники. — Алетейя, 2004. — 224 с. — 1000 экз. — ISBN 5-89329-686-9.